# Franciscus Romanus
Franciscus Romanus (o.p.), ook wel Francis of Franciscus Rooman, Frans: (frère) François Romain (Gent, 22 maart 1647 – Parijs, 7 januari 1735), was een Zuid-Nederlands dominicaan, bouwkundige en architect, die vooral in Frankrijk werkzaam was. Hij was ruim dertig jaar 's-konings opzichter van bruggen en wegen in de regio Parijs. Hij kreeg vooral bekendheid door zijn ontwerpen en restauraties van bruggen, waaronder de Sint Servaasbrug in Maastricht en de Pont Royal in Parijs.

## Biografische schets
Franciscus Rooman werd te Gent geboren als zoon van Bartholomei Rooman en Barbara Lambrecht. Over zijn jeugd en opleiding is niets bekend. Wel is duidelijk dat hij al vroeg geïnteresseerd was in wiskunde en architectuur. Op 29 april 1672 trad hij, 25 jaar oud, in als lekenbroeder in het Dominicanenklooster in Maastricht. Drie jaar later, op 7 mei 1675, legde hij de kloostergeloften af.
Onder zijn leiding kwam in het Maastrichtse klooster "den nieuwen bouw" tot stand met onder andere het hospitaal met ziekenzaal en gastenkamers aan de Helmstraat (1683), het noviciaatsgebouw (1684), en mogelijk ook de vernieuwing van het dak boven het dormitorium, het gewelf van de refter en het reservoir van de kloosterbrouwerij. Al deze gebouwen zijn in de loop van de negentiende en twintigste eeuw gesloopt. Tegen het einde van zijn leven, in 1729, ontwierp Romanus nieuwe bibliotheekkasten voor het klooster, die wel bewaard bleven.
Van 1680 tot 1683 werkte hij in opdracht van Jean-Jacques de Mesmes aan de bouw van de Sint-Didierkerk in het Noord-Franse Asfeld, voor zover bekend zijn eerste werkzaamheden in Frankrijk. Mogelijk was zijn werk tijdens de vijf jaar durende bezetting van Maastricht (1673-1678) opgemerkt door De Mesmes, die als Frans diplomaat betrokken was bij de onderhandelingen die tot de Vrede van Nijmegen (1678) leidden.
In 1683 werd hij door het stadsbestuur van Maastricht gevraagd de restauratie van de Sint Servaasbrug op zich te nemen. Romanus voltooide een jaar later de herbouw van de eerste boog aan de westzijde van de brug, inclusief het wachthuis. De kosten bedroegen 1100 Luikse guldens. De overige bogen werden in de periode 1696-1716 door anderen gerestaureerd, volgens dezelfde, door Romanus ontwikkelde technieken.

Bouw van de Pont Royal in Parijs (Lieven Cruyl, 1687)

Aansluitend werd hij gevraagd om de herbouw van de middeleeuwse Pont Royal in het centrum van Parijs te overzien. De bouw van de brug over de Seine duurde vier jaar (1685-1689). Romanus paste diverse nieuwe technieken toe, die in Frankrijk tot dan toe onbekend waren, zoals het gebruik van baggerschepen en caissons voor het maken van de funderingen, en de toevoeging van puzzolaan aan de mortel. De bouw van de brug is bijzonder goed gedocumenteerd door een serie pentekeningen van Lieven Cruyl, een priester-kunstenaar die evenals Franciscus Romanus uit Gent afkomstig was.
Romanus werkte daarna aan diverse andere bruggen in Frankrijk. Zijn voorstel voor een brug over de Allier in Moulins werd in 1691 verworpen. In 1695 werd hij door de koning benoemd tot algemeen opzichter van bruggen en wegen in de Generaliteit van Parijs, de regio rondom de hoofdstad. Daarnaast kreeg hij opdrachten van invloedrijke vrienden. Zo vond de restauratie van de cisterciënzerabdij van Notre-Dame de Jouy plaats met steun van de markies Louis II Phélypeaux de La Vrillière. Omstreeks 1690 ontwierp hij voor de staatsman, later kanselier van Frankrijk, Lodewijk II Phélypeaux de Pontchartrain een kasteel en enkele andere gebouwen op diens landgoed, niet ver van Versailles.
Romanus bleef voor zover bekend zijn leven lang verbonden aan het Maastrichtse Dominicanenklooster. Hoe hij dat kon combineren met zijn drukke werkzaamheden in Parijs is niet bekend. Als monnik had hij in principe geen privébezit. Zijn inkomsten gingen naar het klooster en werden onder andere besteed aan het vernieuwen van het dak van het koor van de Dominicanenkerk, een marmeren vloer in de pastorie en verfraaiing van het kerkinterieur met een nieuw hoogaltaar, zijaltaren, biechtstoelen, een orgel en kerkramen.
In 1723 werd hij vanwege zijn gevorderde leeftijd ontslagen van de meeste verplichtingen die bij zijn ambt hoorden. Wel behield hij het toezicht in Dreux en Montfort-l'Amaury, omdat die dicht bij zijn verblijfplaats op het kasteel van Pontchartrain lagen. In 1726, hij was toen 84 jaar oud, moest hij om gezondheidsredenen ook die taken neerleggen. Zijn laatste levensjaren bracht hij in Parijs door, waar hij op 87-jarige leeftijd overleed.

## Werken (selectie)
- 1681-1685: Sint-Didierkerk, Asfeld (Fr.)[12]
- 1683-1684: vernieuwing Dominicanenklooster, Maastricht
- 1683-1684: Sint Servaasbrug, Maastricht (gedeeltelijke restauratie)
- 1685-1689: Pont Royal, Parijs
- ca. 1690-1693: kasteel van Pontchartrain[13]
- Abdij Notre-Dame de Jouy (kerkrestauratie; ruïne)[14]
- Kerk van Saint-Jacques-le-Majeur-et-Saint-Christophe, Houdan (restauratie)[15]
- Kerk van Saint-Gervais, Traînel (restauratie)[16]
- Brug te Cravant (niet uitgevoerd)

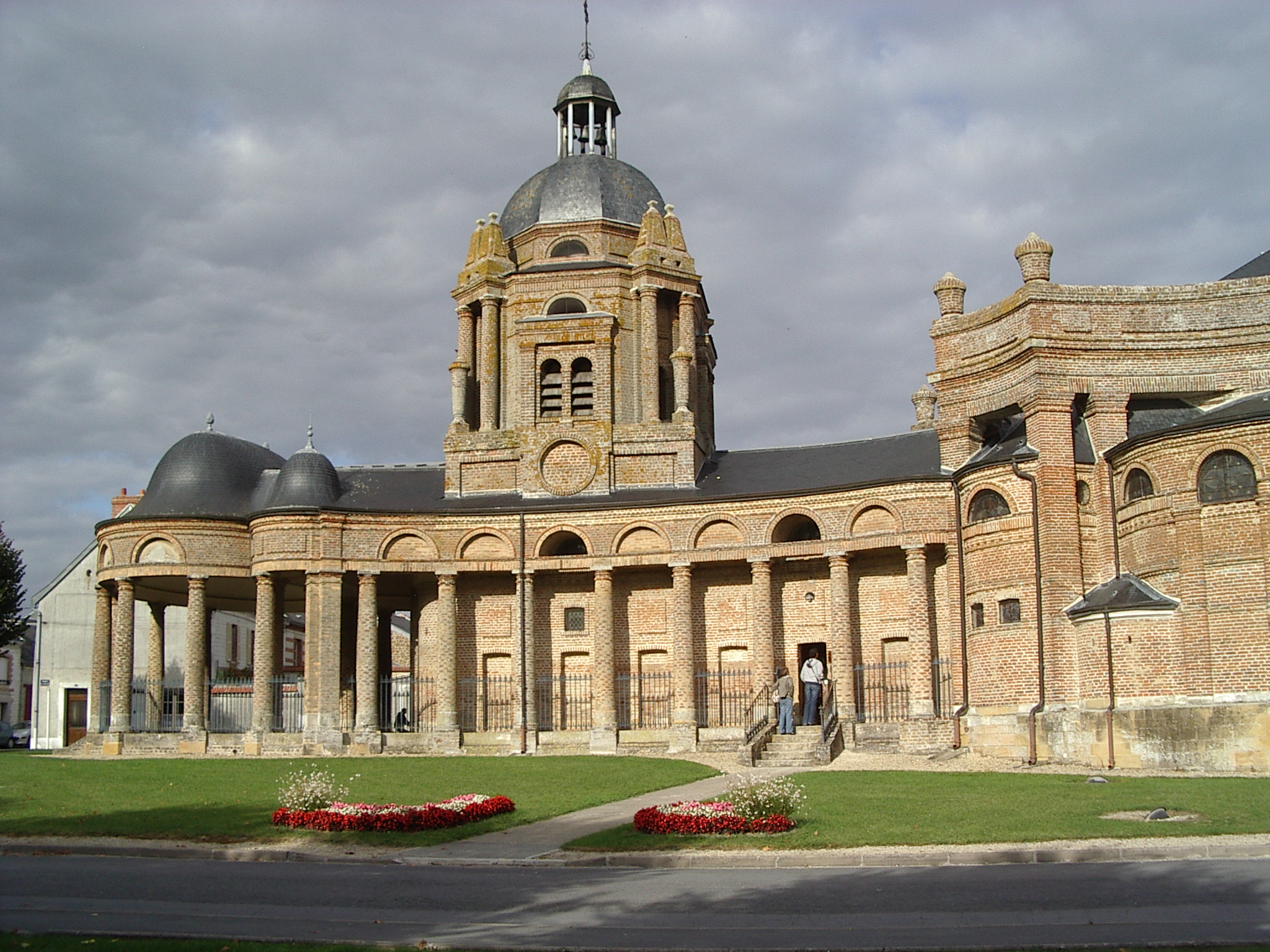
Sint-Didierkerk, Asfeld
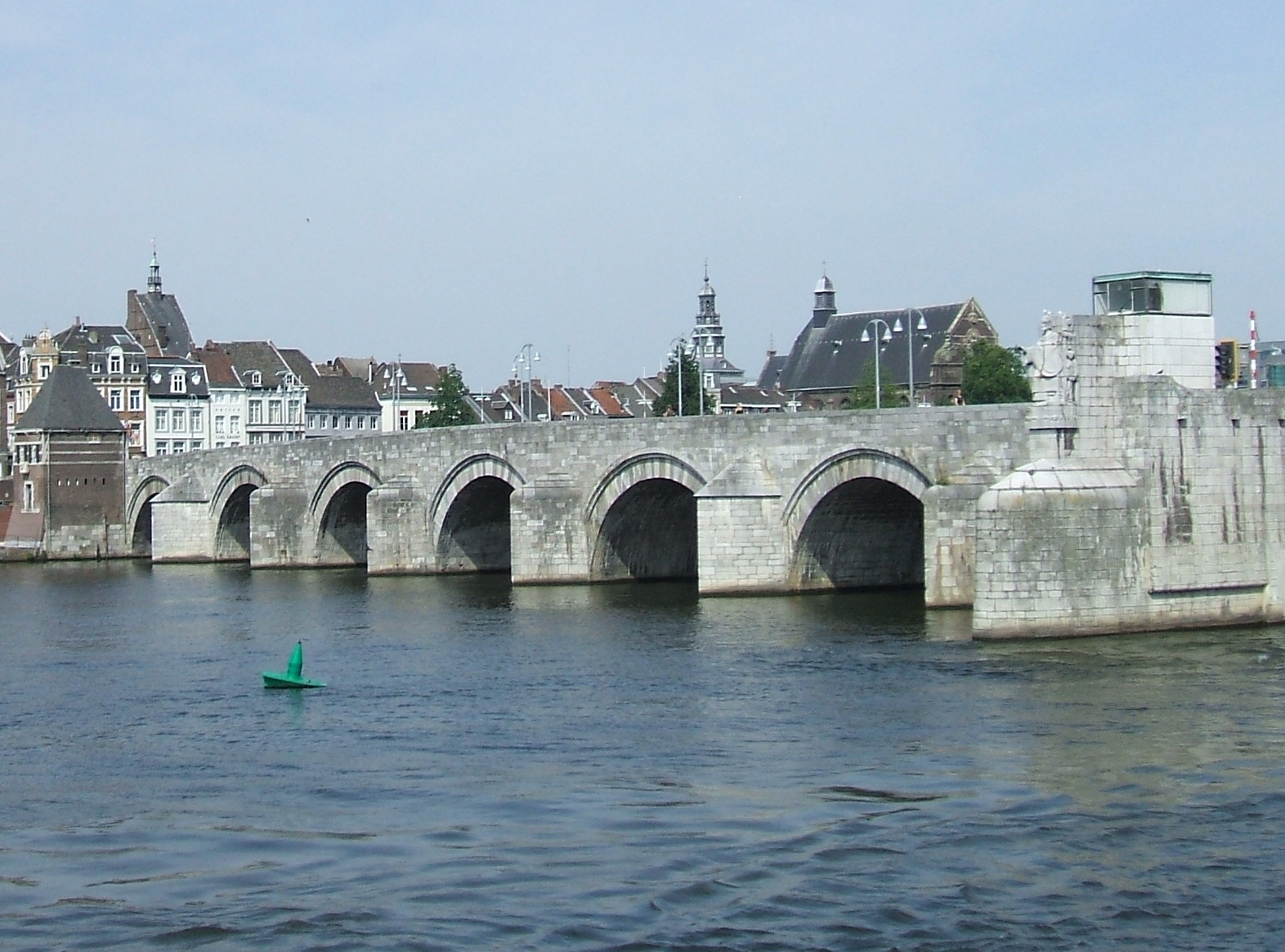
Sint Servaasbrug, Maastricht
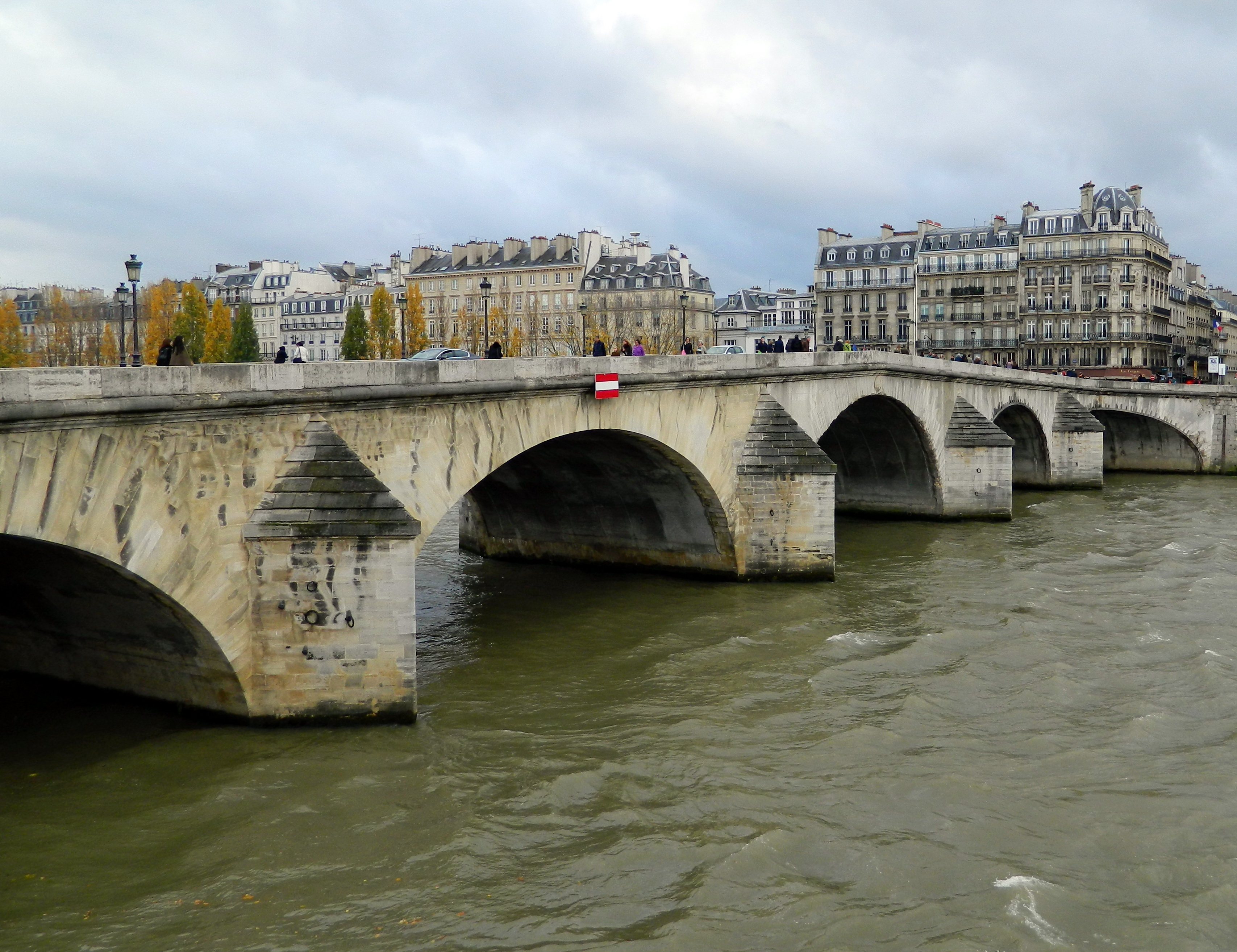
Pont Royal, Parijs
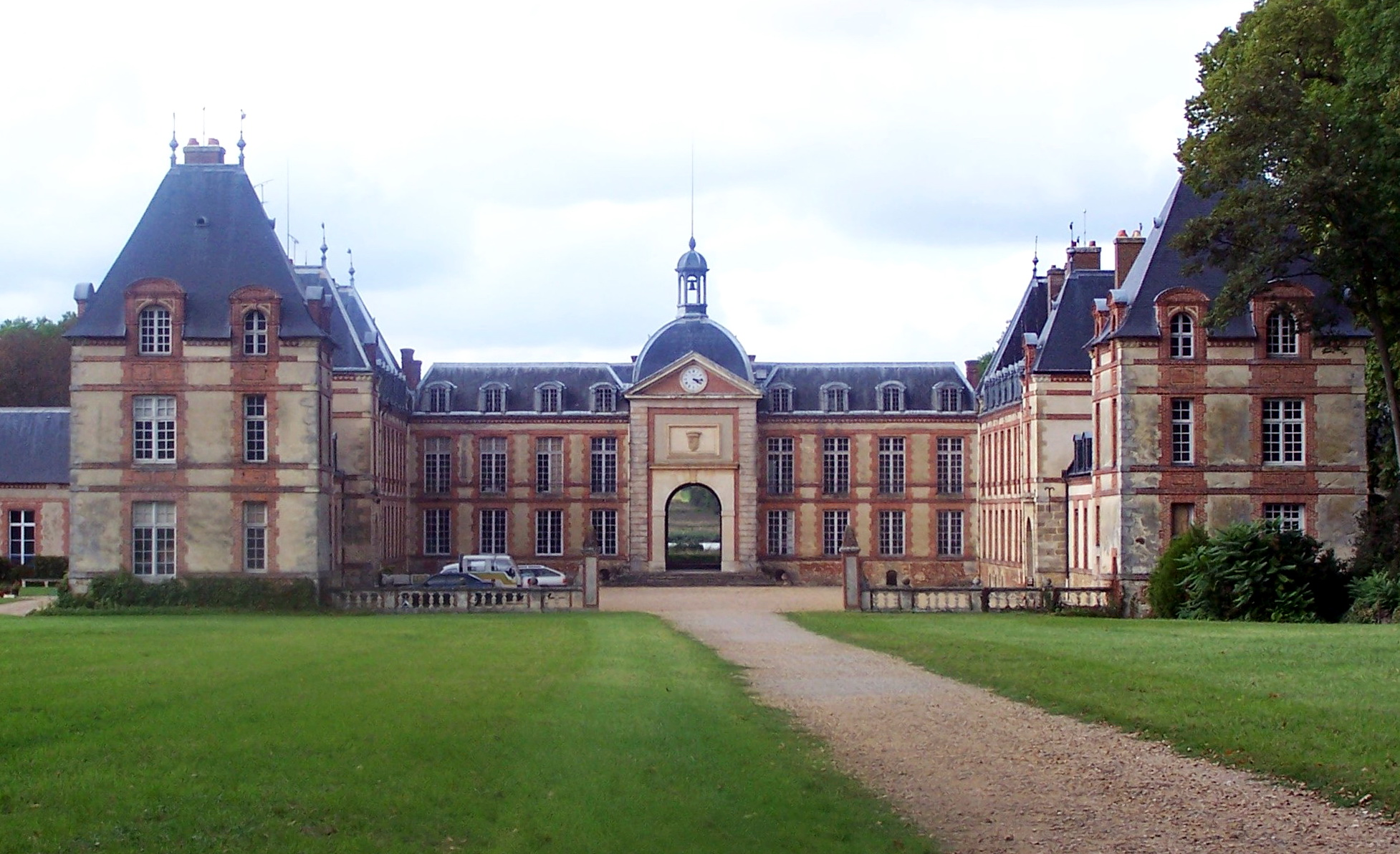
Château de Pontchartrain

## Overige nalatenschap

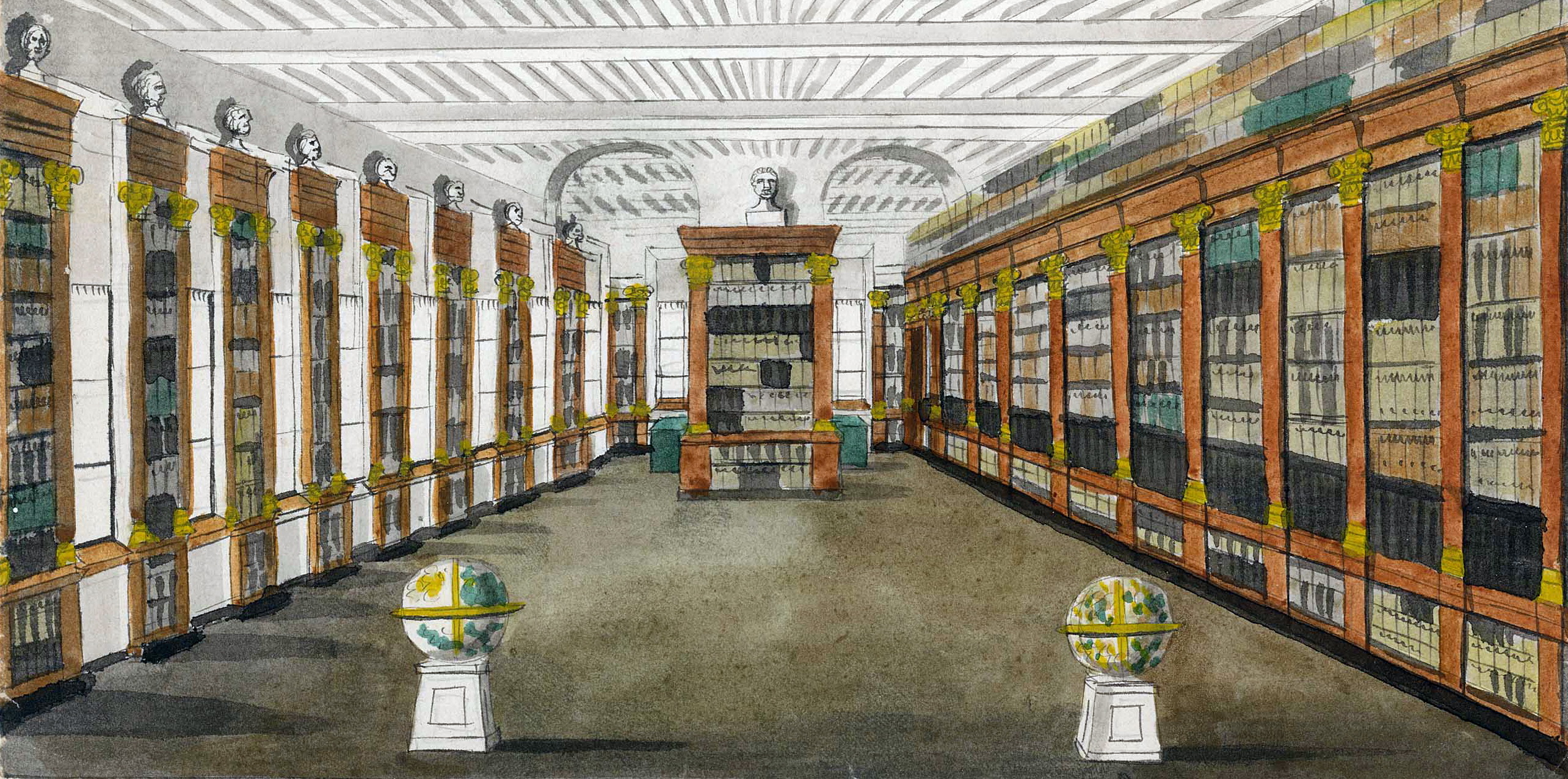
Boekenkasten in het Stadhuis van Maastricht (tekening Ph. van Gulpen, 1840)

In het stadhuis van Maastricht bevindt zich een geschilderd portret van Franciscus Romanus door een onbekende schilder, waarschijnlijk zeventiende of achttiende-eeuws. In 1853 werd een op dit schilderij gebaseerde lithografie gepubliceerd in Bouwkundige Bijdragen (8e deel, 1e stuk). Ook het gebrandschilderde portret van hem in een van de glas-in-loodvensters uit 1920 in het stadhuis, is gebaseerd op het schilderij. In het Musée Carnavalet in Parijs bevindt zich een portrettekening door Jules Porreau uit circa 1850.
De monumentale boekenkasten, die hij voor zijn klooster in Maastricht ontwierp, bleven bewaard en verhuisden na de opheffing van het klooster in 1795 naar de bibliotheek in het Stadhuis, die zich destijds in de latere raadzaal bevond. Een deel van de kasten, versierd met pilasters en Korinthische kapitelen, bevindt zich nog steeds verspreid door het Stadhuis, een ander deel in de Universiteitsbibliotheek Maastricht, locatie binnenstad. Het orgel en de zeven biechtstoelen, die het klooster dankzij de inkomsten van Romanus kon aanschaffen, bevinden zich sinds 1805 in de Sint-Servaasbasiliek. Het orgel is herhaaldelijk hernieuwd, maar de barokke, gebeeldhouwde biechtstoelen van Daniël van Vlierden zijn nog in originele staat.
In Maastricht werd in 1903 een straat naar hem genoemd: de Franciscus Romanusweg. Het is een van de belangrijkste doorgaande wegen op de rechter Maasoever. De weg kruist, of loopt parallel aan, drie Maasbruggen, echter niet de door hem gerestaureerde brug.

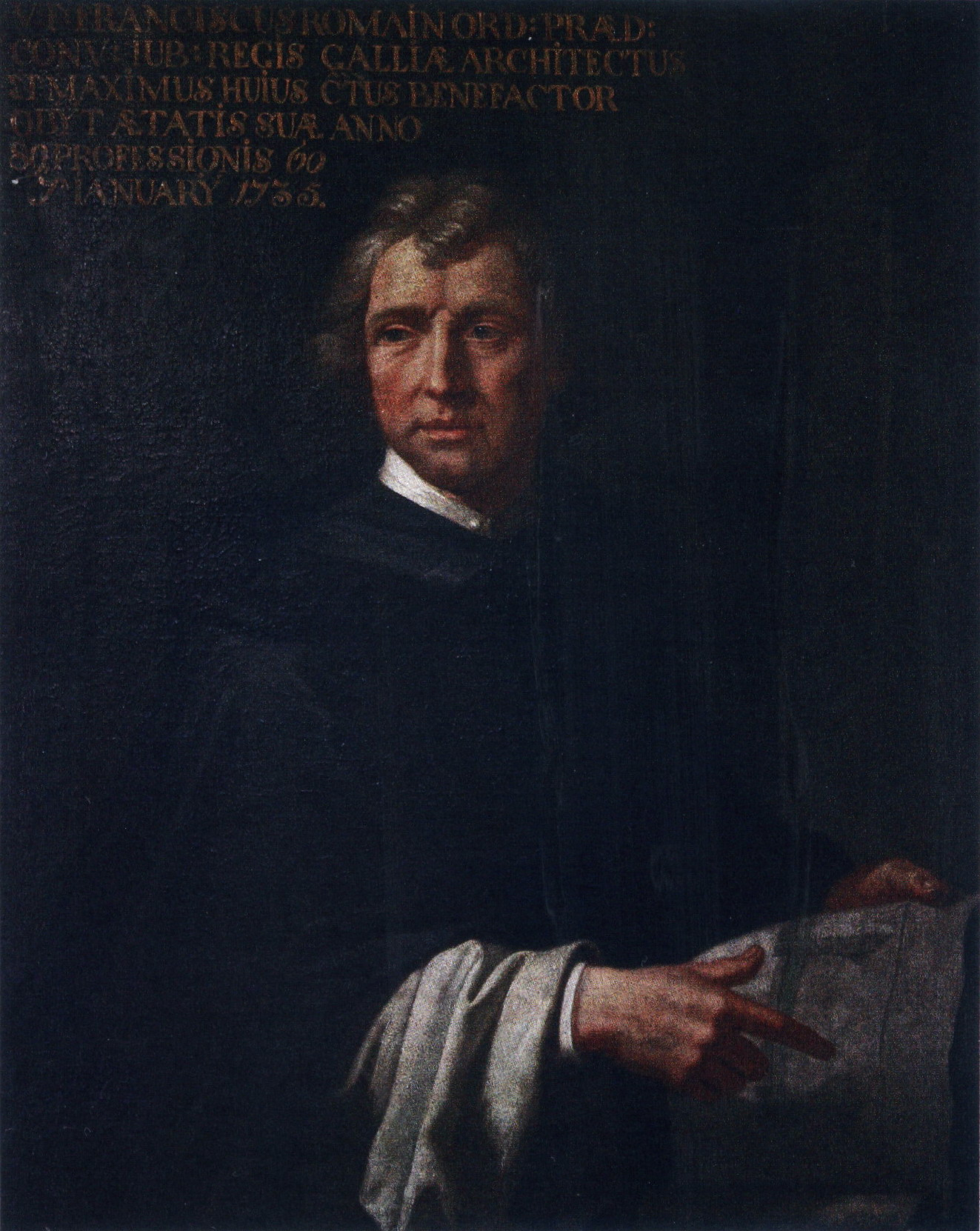
Portretschildering in het Stadhuis van Maastricht
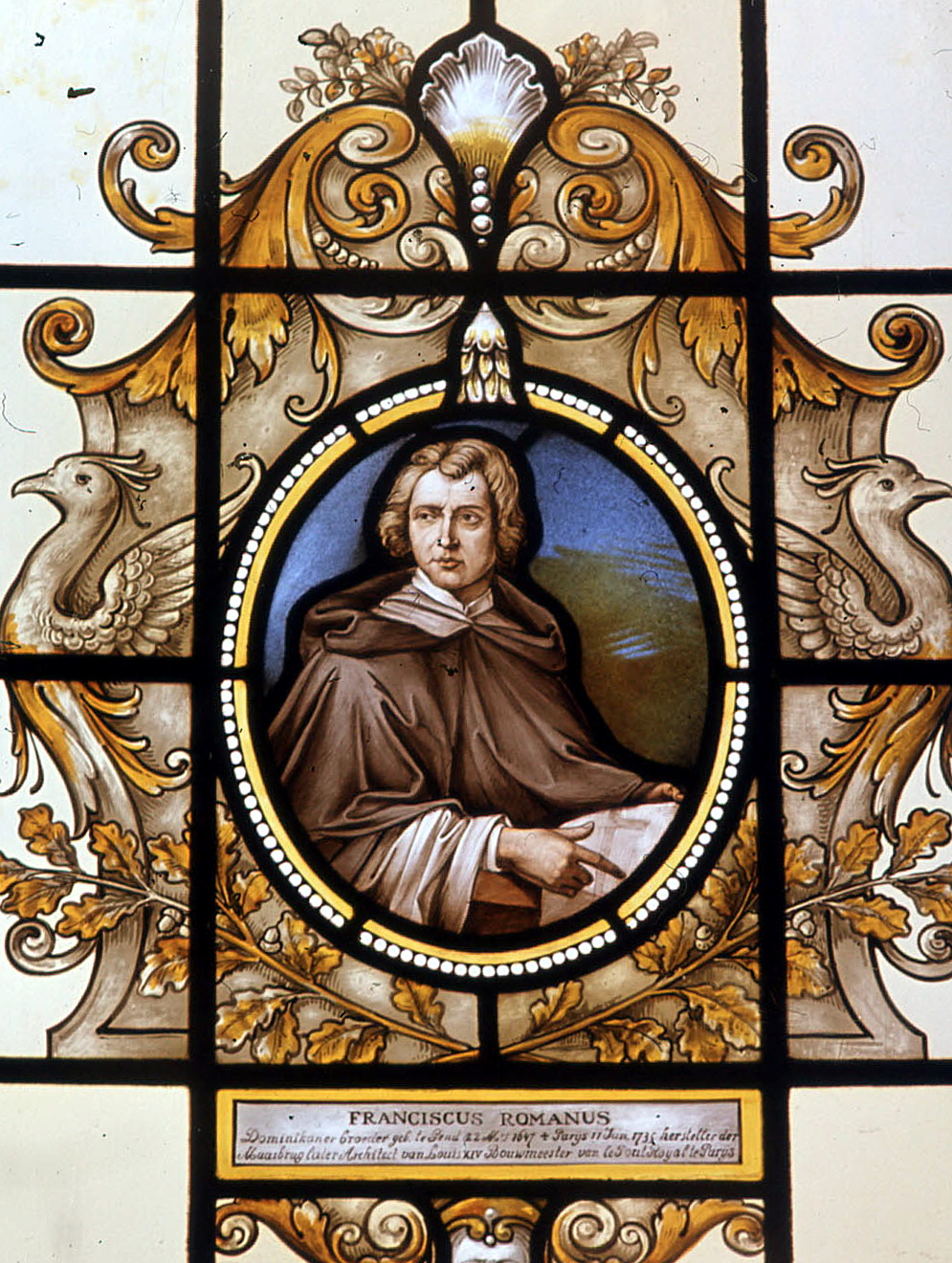
Gebrandschilderd raam in het Stadhuis van Maastricht
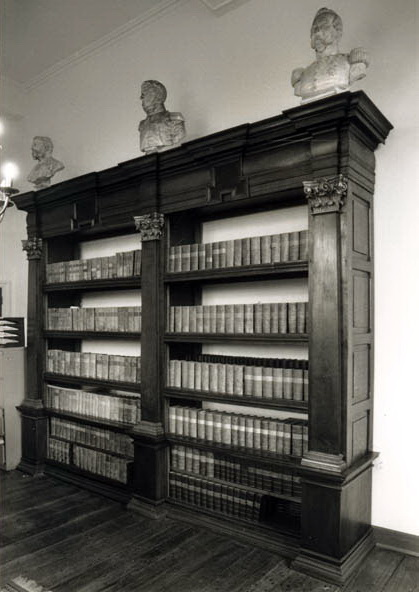
Boekenkast in het Stadhuis van Maastricht
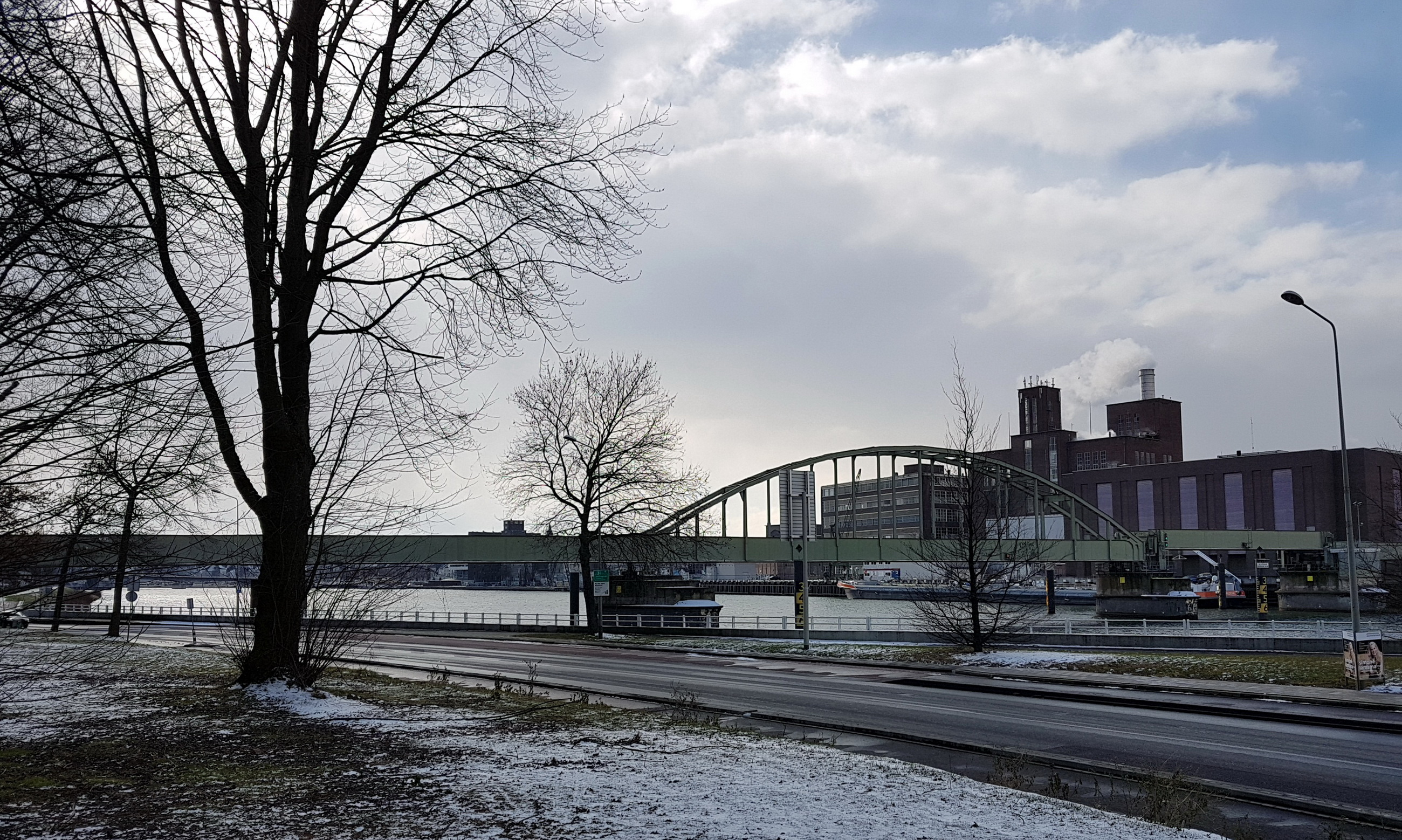
Franciscus Romanusweg, Maastricht

- International Standard Name Identifier: 0000 0001 1307 8198
- Nederlandse Thesaurus van Auteursnamen: 356246744
- Système universitaire de documentation: 242895638
- Union List of Artist Names: 500065468
- Virtual International Authority File: 96131037
- WorldCat: E39PBJwHp9Tg667HTTKHR6cMfq